# Hélène Smith

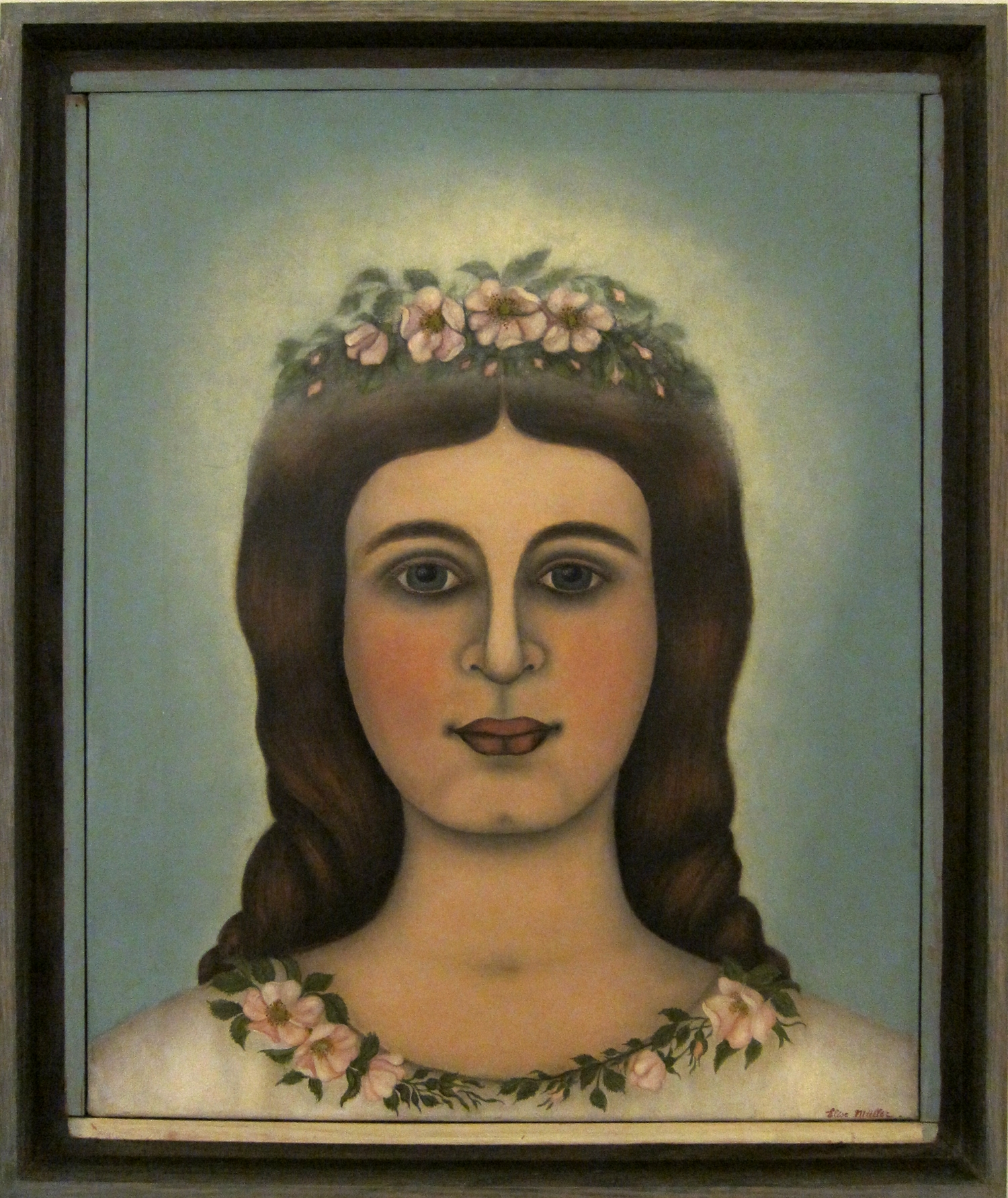
De dochter van Jaïrus (1913), Lille Métropole Museum voor Moderne kunst, Hedendaagse kunst en Art brut

Hélène Smith (echte naam Catherine-Elise Muller), (Martigny, 9 december 1861 - Genève, 10 juni 1929) was een beroemde Franse helderziende uit de tweede helft van de 19e eeuw, die claimde dat zij een reïncarnatie was van een Hindoeprinses en Marie Antoinette. Ze beweerde ook dat ze communiceerde met bewoners van Mars.

## Levensloop
Elise Muller was de dochter van een Hongaarse koopman en werkneemster van een handelsfirma. Ze ontdekte het spiritualisme in 1891 en sloot zich aan bij een spiritualistische "ontwikkelings"cirkel. Volgens haar medegelovigen begon ze in 1892 tekenen van mediamieke vaardigheden te vertonen, en beweerde met Victor Hugo and Cagliostro te communiceren. Ze werd bekend in Genève, en daar maakte Théodore Flournoy kennis met haar. Haar channelling ontwikkelde zich van het gebruikelijke kloppen en tafels omgooien tot slaapwandelende trances, waarvan ze zich niets herinnerde (cryptomnesia). Als ze in deze staat was, had ze duidelijke beelden van ver weg gelegen plaatsen zoals een beschaving op Mars, en van haar eigen vorige levens. Ze schreef de Martiaanse berichten op en vertaalde ze in het Frans, en populariseerde daarmee het automatisch schrijven.
In 1900 werd Elise Müller beroemd toen Théodore Flournoy, professor in de psychologie aan de Universiteit van Genève Des Indes à la Planète Mars ("Van India tot de planeet Mars") publiceerde. Het medium en de psycholoog bleven nauw verbonden tot 1899, toen de eerste druk van Des Indes à la Planète Mars uitkwam. Het boek documenteerde haar verschillende series ervaringen in termen van romantische cycli: de "Martiaanse" cyclus, "Ultramartiaanse" cyclus, "Hindoe", "Oriëntaalse", en "koninklijke" cycli. Het boek werd zeer goed ontvangen, maar Müller vond dat ze verkeerd begrepen was en wilde niet langer met Flournoy samenwerken: hij had haar verschillende "cycli" afgeschilderd als een product van wat hij beschouwde als kinderlijke verbeelding en haar Martiaanse taal als niet meer dan een geconstrueerde taal.
In 1900 bood een zekere Mrs Jackson, een rijke Amerikaanse spiritiste die onder de indruk van Müller was, haar een salaris aan dat haar in staat zou stellen haar baan op te zeggen en zich te wijden aan het verder voortzetten en documenteren van haar ervaringen. Müller accepteerde het aanbod en kon haar cycli vervolgen. Ze begon haar visioenen en speciale religieuze beelden van Christus ook te schilderen.
Hélène Smith was bij de surrealisten bekend als de muse van het automatische schrijven. Zij beschouwden haar als bewijs van de kracht van het surrealistische en als symbool van surrealistische kennis.

## Verdere literatuur
- Massicotte, Claudie (2023). Hélène Smith: Occultism and the Discovery of the Unconscious. Oxford University Press, Oxford. ISBN 9780197680018.